# Iglesia de Trondenes

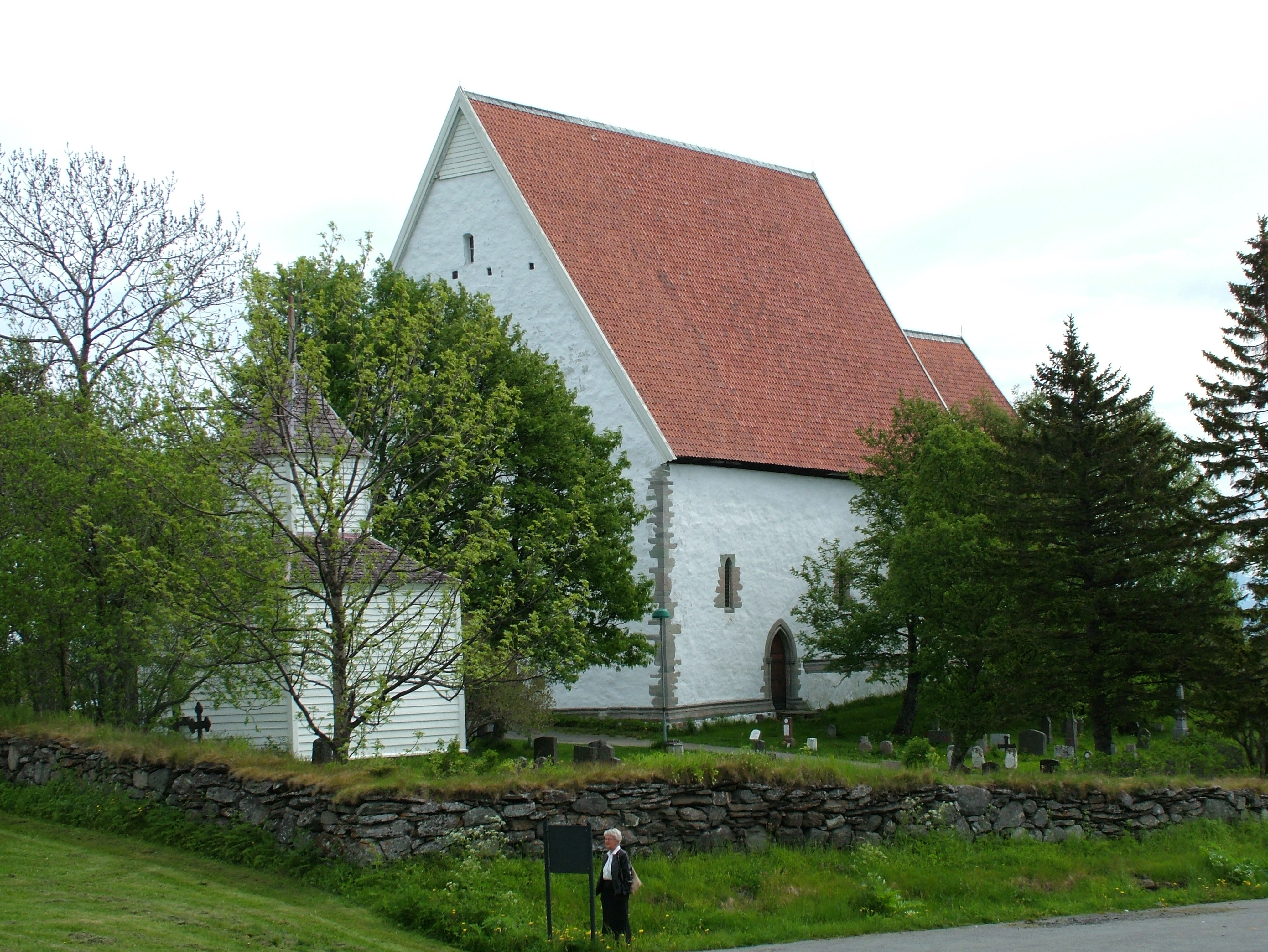
La iglesia de Trondenes.

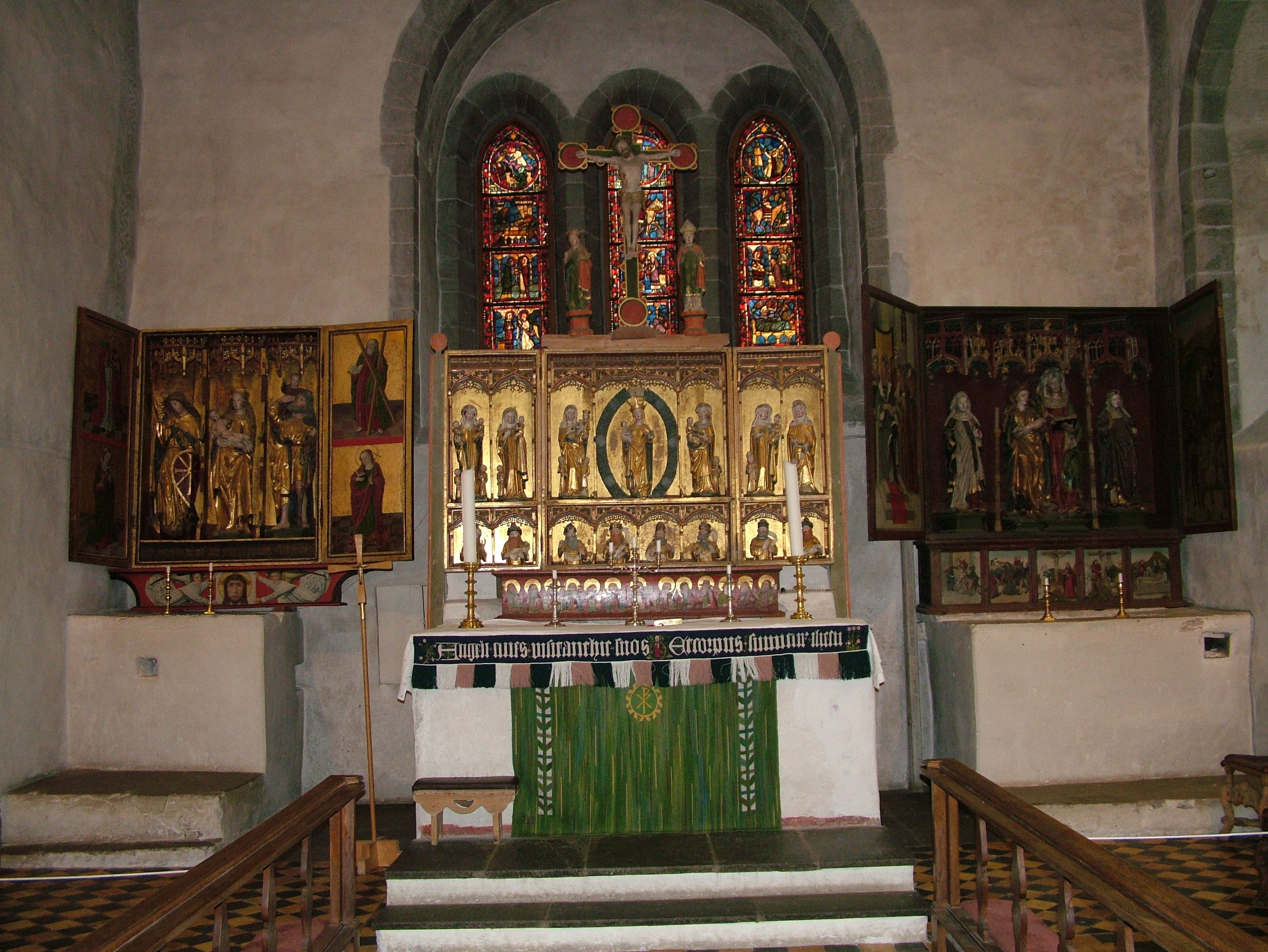
Los tres altares de la iglesia.

La iglesia de Trondenes es la iglesia medieval noruega localizada más al norte, a 3 km de la ciudad de Harstad, en la provincia de Troms. Presenta características tanto románicas como góticas. Sus muros son de piedra, mientras que el techo es de madera.
Se ubica en Trondenes, una parte de la ciudad cuya historia se remonta a la era vikinga. Aunque tradicionalmente se consideraba que la iglesia había sido construida en el siglo XII, investigaciones basadas en la dendrocronología ubican su conclusión poco después de 1434, por lo que es posible que haya sido construida en etapas. Fue erigida sobre las ruinas de una iglesia de madera del siglo XII, alrededor de la cual había una fortificación, cuyos restos aún se aprecian. 
Comparada a otras iglesias medievales del norte de Noruega, la de Trondenes está bien conservada y su aspecto exterior es muy similar al original. La nave mide 22,5 m de ancho y el coro 13,5, lo que la convierte en una de las más grandes iglesias medievales rurales de Noruega.
La iglesia destaca por su rica decoración. En el coro hay un altar principal y dos laterales, cada uno de ellos con un tríptico gótico, obra del artista hanseático Bernt Notke. El púlpito barroco y el órgano datan de finales del siglo XVIII. En el coro hay restos de frescos medievales.
La iglesia tenía una pequeña torre que servía de campanario, pero fue demolida. Actualmente hay un nuevo campanario en el área del cementerio.